# 臺中郵便局

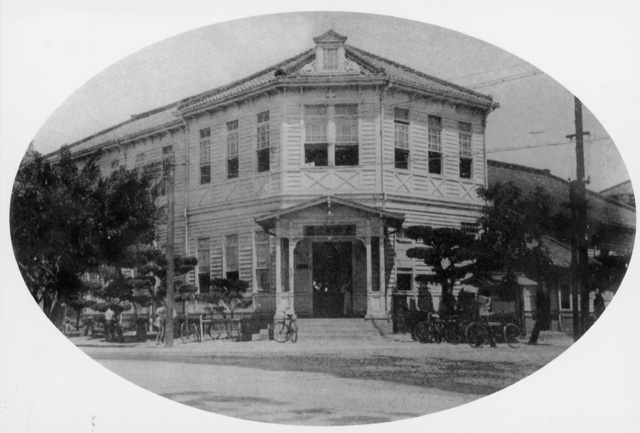
1908年落成的臺中郵便局

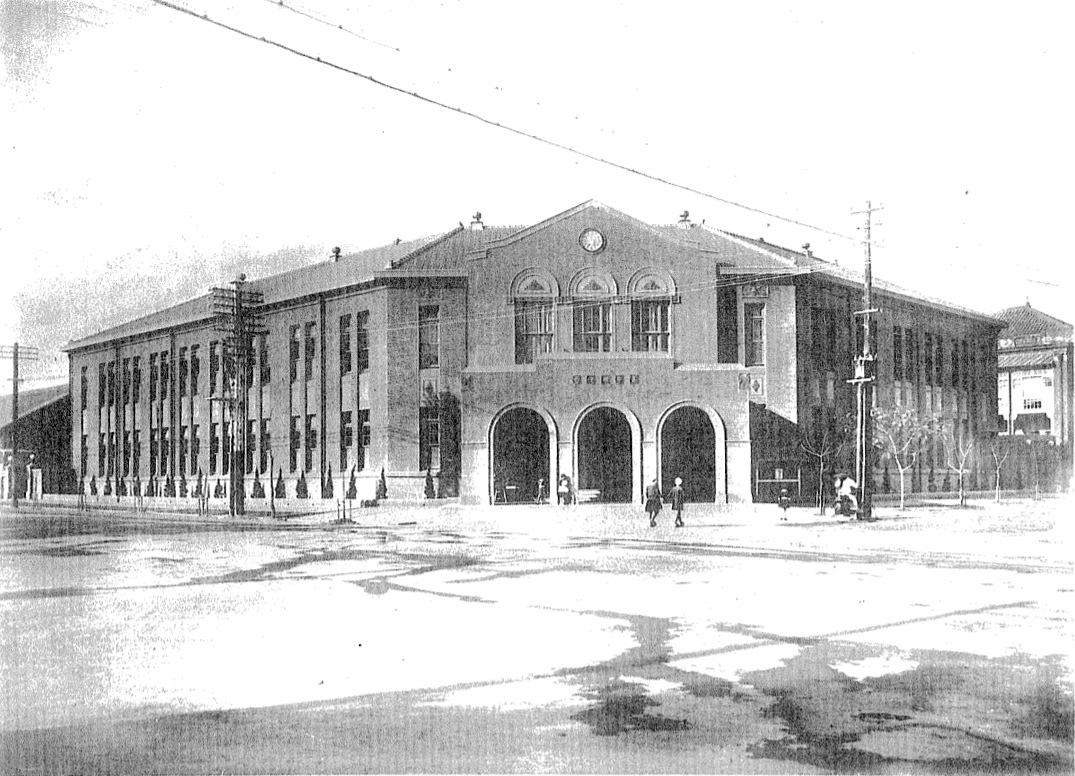
1933年落成的第二代臺中郵便局

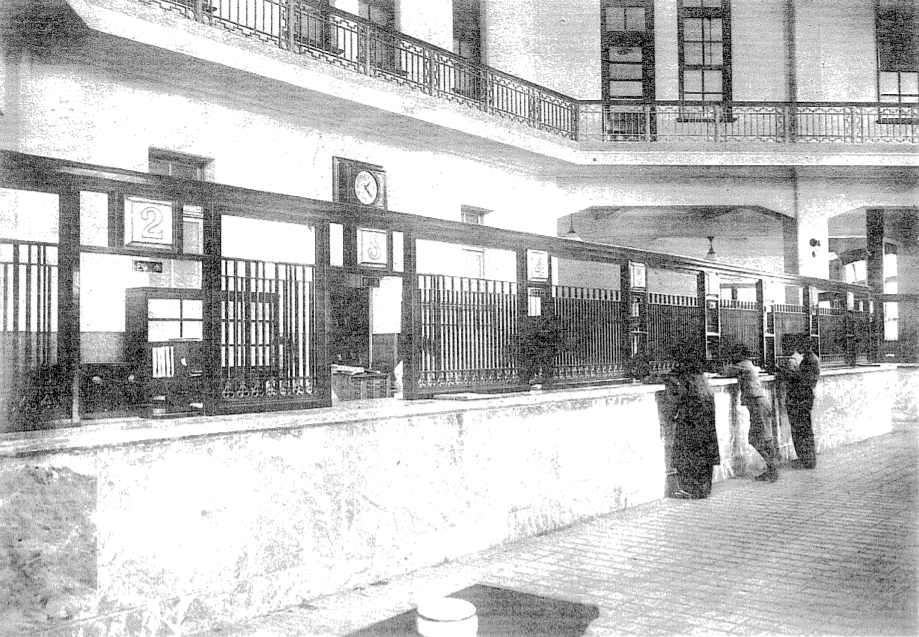
臺中郵便局現業室

臺中郵便局，為臺灣日治時期位於臺中市的一等郵便局，位於臺中市寶町一丁目。現為臺中市中區的中華郵政臺中民權路郵局。

## 介紹
臺中地區最初於1896年3月設置臺中野戰郵便局，為日治初期因應乙未戰爭戰事與應急的郵政設施。臺灣總督府於隔月實施民政，廢止野戰郵便局，改設郵便電信局，掌管郵政、電信、電話業務，並依層級分為一至三等郵便電信局。而當時位於臺中市者為一等臺中郵便電信局。1902年2月，臺中郵便電信局降為二等。1907年5月，郵便電信局改制為郵便局。1907年8月，臺中郵便局遷至位於寶町一丁目1番地的新廳舍，位於臺中市行政金融中心，其對面即為臺中州廳、臺中市役所，旁邊為臺灣銀行臺中支店。1921年，臺中郵便局再度升格為一等郵便局。
1932年，臺中郵便局進行改建，第二代的臺中郵便局由臺灣總督府營繕課設計，為兩層樓的加強磚造建築，其興建工程分兩期進行。第一期於1932年11月動工，隔年6月完工，包含本館和車寄；第二期於1933年6月動工，同年11月完工，包含守衛室、停車場、與電話交換局間的渡廊和其他附屬建築。第二代的臺中郵便局落成後的11月23至25日，在郵便局內舉辦為期三天的「臺中郵便局落成紀念通信展覽會」，展覽主題包含海事、郵便、航空、通信和新聞、貯金、保險年金、電力、台灣電信史、電話等。